# Lou Gramm
Lou Gramm (tên khai sinh:Louis Andrew Grammatico; sinh ngày 2 tháng 5 năm 1950) là một ca sĩ-nhạc sĩ nhạc rock người Mỹ, nổi tiếng với vai trò là ca sĩ chính của ban nhạc rock Foreigner.

## Tuổi thơ
Louis Andrew Grammatico sinh ngày 2 tháng 5 năm 1950, tại Rochester, New York, con trai của Nikki (nee Masetta), một ca sĩ, và Bennie Grammatico, một người lãnh đạo ban nhạc và người thổi kèn. Ông học tại trường trung học Gates-Chili ở Rochester, tốt nghiệp năm 1968.

## Sự nghiệp âm nhạc

### Những năm 1970
Gramm trở thành người đứng đầu cho ban nhạc Black Sheep. Black Sheep là ban nhạc Mỹ đầu tiên ký hợp đồng với nhãn Chrysalis, phát hành đĩa đơn đầu tiên của họ, "Stick Around" (1974). Ngay sau khi thành công ban đầu này, Black Sheep đã ký hợp đồng với hãng thu âm Capitol, phát hành hai album liên tiếp: Black Sheep (1975) và Encouraging Words (cuối năm 1975). Ngày mở màn trình diễn cho Kiss thì một tai nạn băng giá với chiếc xe tải thiết bị của họ ở bang New York Thruway bất ngờ kết thúc chuyến lưu diễn của ban nhạc vào đêm Giáng sinh năm 1975. Không thể hỗ trợ các album của mình bằng các buổi biểu diễn trực tiếp, Black Sheep đã tan rã. 
Một năm trước, Gramm đã gặp người bạn cùng nhóm tương lai Mick Jones. Jones đã ở Rochester biểu diễn cùng ban nhạc Spooky Tooth và Gramm đã tặng Jones một bản sao của album đầu tiên của Black Sheep (S/T). Đó là vào đầu năm 1976, không lâu sau tai nạn xe tải của Black Sheep, khi Jones, khi tìm kiếm một ca sĩ chính cho ban nhạc mới mà anh đang tập hợp, bày tỏ sự quan tâm đến Gramm và mời anh đến thử giọng. 

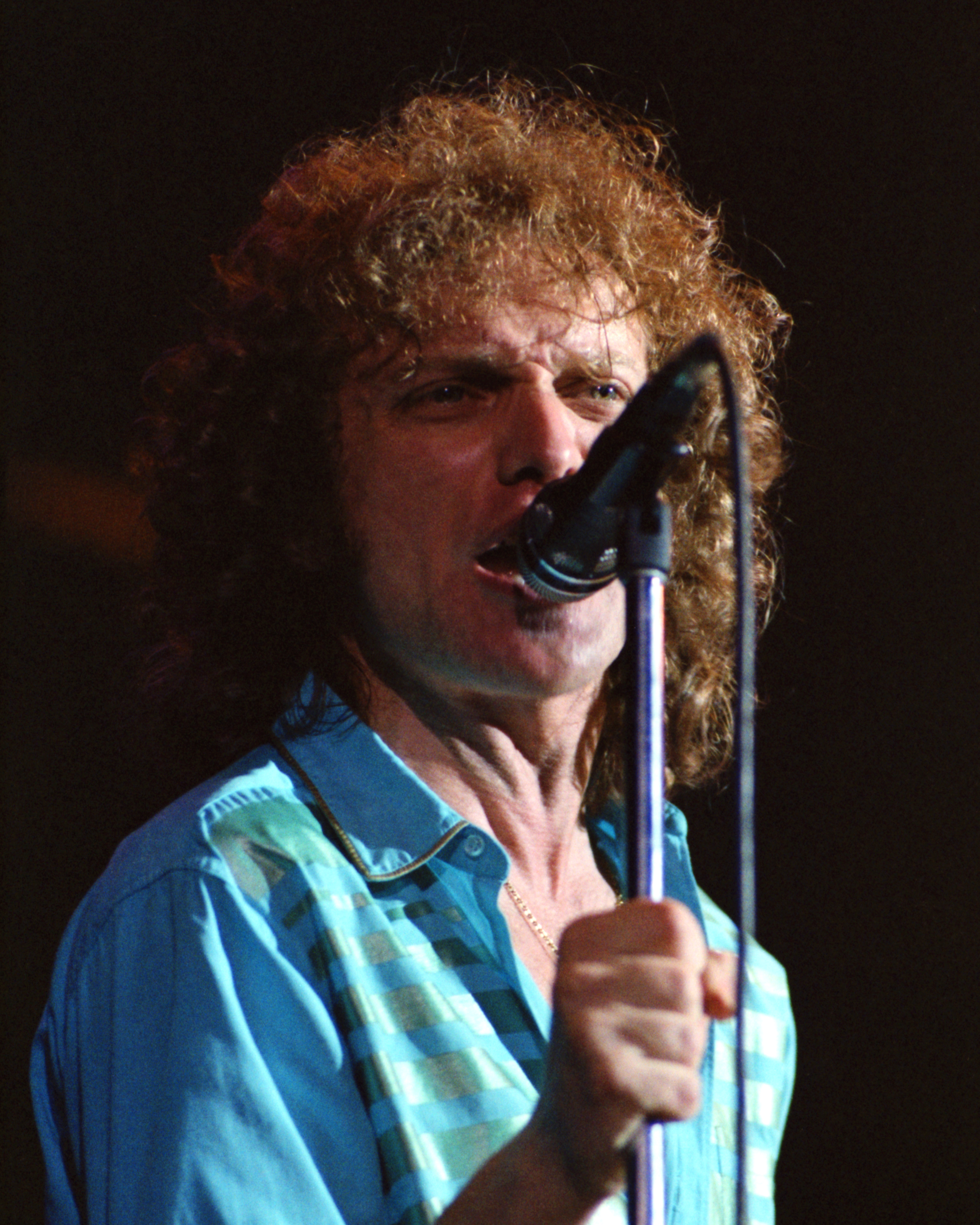
Trình diễn Gramm trực tiếp năm 1979

Gramm đã tới New York để thử giọng và được nhận vào ban nhạc. Lou Grammatico sau đó trở thành Lou Gramm. Ban nhạc, ban đầu được gọi là "Trigger", sau đó được đổi tên thành Foreigner. Với Foreigner, Gramm trở thành một trong những giọng ca nhạc rock thành công nhất vào cuối những năm 1970 và 1980. 